# Immigratie- en Naturalisatiedienst
De Immigratie- en Naturalisatiedienst (IND) is het onderdeel van het Ministerie van Asiel en Migratie dat zorg draagt voor de uitvoering van het vreemdelingenbeleid. Dat houdt in dat de IND alle aanvragen beoordeelt van vreemdelingen die in Nederland willen verblijven of Nederlander willen worden.
De IND is voortgekomen uit de Directie Vreemdelingenzaken (DVZ) van het Ministerie van Justitie. In 1994 werd het onder de toenmalige directeur en latere politicus Hilbrand Nawijn omgevormd van een directie tot een dienst, de IND. Er werden vier regiokantoren geopend en twee aanmeldcentra: één in Zevenaar en één in Rijsbergen. Later zou van de IND de Dienst Terugkeer & Vertrek (DT&V) worden afgesplitst.
De redenen waarom iemand Nederlander wil worden of in Nederland wil verblijven zijn divers:
- personen die - legaal - al zo lang in Nederland wonen dat zij zich Nederlander voelen en zich daarom willen laten naturaliseren
- vluchtelingen die zich niet veilig voelen in eigen land en politiek asiel wensen aan te vragen
- personen die tijdelijk in Nederland willen werken en wonen (bijvoorbeeld au pairs)
- personen die een relatie hebben met iemand die in Nederland woont

Het vreemdelingenbeleid wordt vastgesteld door de regering en het parlement. Verantwoordelijk voor het reilen en zeilen van de IND is de minister van Asiel en Migratie.
Iedereen die voor langere tijd naar Nederland wil komen, dat wil zeggen langer dan drie maanden, krijgt te maken met de IND. Men kan een verblijfsvergunning (VVR) aanvragen, maar ook een visum of een Machtiging tot Voorlopig Verblijf (MVV). Wanneer men langere tijd in Nederland heeft verbleven, kan men een aanvraag tot naturalisatie doen.
Inwoners van arme landen die voor drie maanden naar Nederland willen komen moeten ook een visum aanvragen voor een verblijf in Nederland. De IND (of als voorpost de ambassade/consulaat) mag een besluit nemen over een visumaanvraag voor het Schengen gebied. Uitgangspunt van de IND hierbij is dat de dienst illegale immigratie wil voorkomen. Bij de motivatie van een afwijzing gelden de Europese regels, die terug te vinden zijn op de website van de Europese Unie.
Voorheen kon men na een definitieve afwijzing de staatssecretaris vragen gebruik te maken van diens discretionaire bevoegdheid. Dit is veranderd en voortaan beslist de directeur van de IND in dergelijke gevallen, waardoor het minder vaak voorkomt.
De IND maakt deel uit van de Contra-terrorisme Infobox, een samenwerkingsverband dat onder de Algemene Inlichtingen- en Veiligheidsdienst valt en dat tot doel heeft bij te dragen aan de bestrijding van terrorisme.